# Bossembélé
Bossembélé ist eine Stadt in der Präfektur Ombella-Mpoko im Westen der Zentralafrikanischen Republik. Die Bevölkerungszahl von Bossembélé wird für das Jahr 2012 mit 15.446 Einwohnern angegeben. Bossembélé liegt in der gleichnamigen Unterpräfektur auf einer Höhe von etwa 680 m.

## Verkehr und Infrastruktur
Bossembélé liegt an der Route Nationale 1, die von der Hauptstadt Bangui aus nach Norden bis an die Grenze zum Tschad führt. In Bossembélé beginnt außerdem die Route Nationale 3, die in Richtung Westen bis nach Béloko an der Grenze nach Kamerun führt. Die Entfernung von Bangui beträgt 158 Straßenkilometer. Die ehemalige Landebahn am Westrand der Stadt ist nicht mehr in Betrieb.

## Bürgerkrieg
In Bossembélé existierte ein geheimes Gefängnis, das üblicherweise „Guantanamo“ genannt wurde und auf dem Gebiet eines militärischen Ausbildungslagers gelegen war. Es war während François Bozizés Präsidentschaft in Betrieb und mutmaßlich Ort von Menschenrechtsverletzungen. Direkt angrenzend war die Villa von Bozizé.
Bossembélé ist eine Stadt mit recht großer Präsenz der zentralafrikanischen Streitkräfte, trotzdem konnten die Séléka-Rebellen im März 2013 die Kontrolle über die Stadt nach heftigen Kämpfen übernehmen. Die Stadt wurde von den Rebellen geplündert, auch das Krankenhaus, das Gefängnis, Bildungseinrichtungen und Verwaltungsgebäude wurden nicht verschont.
Am 16. Januar 2014 kam es zu einem Massaker, als die christlichen Anti-Balaka-Milizen die Stadt übernahmen, kurz nachdem die Séléka abgezogen war. Die Bevölkerung war zum größten Teil geflohen, 43 muslimische Zivilisten, die aufgrund fehlender Transportmöglichkeiten nicht fliehen konnten, wurden ermordet. Grund ist, dass Muslime von der christlichen Bevölkerungsmehrheit verdächtigt werden, mit der Séléka zu sympathisieren oder ihr zu helfen. Die Séléka hatte ähnliche Massaker an verschiedenen Orten verübt.
Im Zuge der Präsidentschaftswahl in der Zentralafrikanischen Republik 2020/21 kam es landesweit zu Angriffen von Rebellengruppen auf Städte in der Zentralafrikanischen Republik. Dabei wurde Ende Januar 2021 auch Bossembélé von der neugegründeten Gruppe CPC übernommen, jedoch kam es in dieser Stadt nicht zu bedeutenden Zwischenfällen und die Regierungsarmee konnte die Stadt Anfang Februar 2021 wieder zurückerobern.